# Coelotes filamentaceus
Coelotes filamentaceus là một loài nhện trong họ Amaurobiidae.
Loài này thuộc chi Coelotes. Coelotes filamentaceus được miêu tả năm 2002 bởi Guo Tang, Chang-Min Yin & Zhang.